# داني بوروش
دانييل مارك بوروش (بالإنجليزية: Daniel Mark Porush)‏ (من مواليد فبراير 1957) هو رجل أعمال أمريكي ووسيط أسهم سابق كان يدير خطة الاحتيال في الأسهم «بامب أند دامب» في التسعينيات. في عام 1999، أُدين بتهمة الاحتيال في الأوراق المالية وغسل الأموال في شركة ستراتون أوكمونت للسمسرة، والتي قضى فيها 39 شهرًا في السجن. كانت شخصية دوني آزوف التي صورها جوناه هيل في فيلم ذئب وول ستريت لعام 2013 مبنية على بوروش، على الرغم من أن بوروش وصف الصورة بأنها غير دقيقة. بعد السجن، شارك بوروش في شركة إمدادات طبية مقرها فلوريدا، ميد كير، والتي كانت موضوع تحقيقات فيدرالية.

## روابط خارجية
- داني بوروش على موقع IMDb (الإنجليزية)